# Prix Bourgogne de littérature
 (janvier 2023).
Le Prix Bourgogne de littérature est un prix littéraire français récompensant l'auteur d'une fiction parue dans l'année. Ce prix est décerné à Dijon, au mois de novembre, à l'occasion du Salon du livre.

## Liste des lauréats
Prix Bourgogne de littérature
- 1991 - Régis Meney, La Chandelle de Dieu (Denoël)
- 1992 - René Han, Un Chinois en Bourgogne, avant-mémoires (Perrin)
- 1998 - François Dominique, Parole donnée (Mercure de France)
- 2000 - Catherine Vigourt, La Maison de l'Américain (Plon)
- 2001 -
- 2002 -
- 2003 - Eun-Ja Kang, Le Bonze et la femme transie (Fayard)
- 2004 - Anne Cayre, La Robe rouge (La Renarde Rouge)
- 2005 -
- 2006 - Alain Nadaud, Le Vacillement du monde (Actes Sud)
- 2007 - Michel Lagrange, Les Morts de Sébastien Danger (Galilée)
- 2008 - Camille Laurens, Tissé par mille (Gallimard)
- 2009 - Guillaume de Sardes, Le Nil est froid (Hermann)